# Андреј Јелић Мариоков
Андреј Јелић Мариоков (Велика Јежевица, код Ужичке Пожеге, 27. септембар 1952) српски је песник и уредник у издавачким кућама. 

## Биографија
Основну школу и гимназију завршио је у Ваљеву (1971), а студије опште и југословенске књижевности на Филолошком факултету у Београду 1980. године.
Радио је као професор у школи, потом био уредник у издавачким кућама „Панпублик“ и „Хипнос“ и уредник програма у Центру за културу Лазаревац. Од 1999. до 2012. године уређивао је и водио Књижевну трибину „Вечери код Вука“ у Установи културе „Вук Караџић“ у Београду.
Поезију и друге прилоге у новинама, радио и телевизијским програмима и књижевној периодици објављује од 1971. године. По књизи Наша ствар, у адаптацији и режији Славенка Салетовића играна је његова истоимена позоришна представа.
Песме су му превођене на руски, белоруски, македонски, румунски, француски и шведски језик. Заступљен је у бројним домаћим и страним антологијама и изборима поезије.

## Награде
- Смели цвет
- Награда „Милан Ракић”, за књигу песама Наша ствар, 2007.
- Паунова награда, за књигу песама Наша ствар, 2007.
- Награда „Шумадијске метафоре”, 2008.
- Награда „Печат вароши сремскокарловачке”, за књигу песама Молебни венац, 2010.
- Награда „Србољуб Митић”, а књигу песама Покрстице, 2011.
- Награда „Драинац”, за збирку песама Раскућени стихови, 2012.
- Награда „Златна струна”, за песму „Смедерево, небу отворено”, 2013.
- Награда „Стражилово”, за укупно песничко дело, 2023.

## Књиге песама
- Раних годова траг (1977)
- Говорим говорим (1981)
- Уздарја (1983)
- Андреј Јелић Мариоков и друге песме (1988)
- Самодрежа (1990)
- Балкански ноктурно (1993)
- Аз (1998)
- Певање из тавни (изабране и нове песме) (2001)
- Наша ствар (2006. и 2007)
- Наша ствар (треће допуњено издање) (2008)
- Молебни венац (2009)
- Чрте и резе (2009)
- Покрстице (2010),
- Раскућени стихови (2011),
- Кланац (2012),